# Furiosa: A Mad Max Saga (soundtrack)
Furiosa: A Mad Max Saga is de originele soundtrack, gecomponeerd door Tom Holkenborg (Junkie XL) voor de film Furiosa: A Mad Max Saga uit 2024 van George Miller. Het album werd uitgebracht op 17 mei 2024 door WaterTower Music.

## Achtergrond
De partituur werd uitgevoerd door de Sydney Scoring Orchestra onder leiding van Christopher Gordon. De solisten waren William Barton op de didgeridoo en Pedro Eustache op de doedoek. De muziek werd opgenomen in de Simon Leadley Scoring Stage en Trackdown Studios in Sydney.
Holkenborg werd voor de muziek genomineerd voor een Australian Film Institute Award (AACTA).

## Tracklijst
Alle muziek en teksten zijn geschreven door Tom Holkenborg. 
| 1.                 | The Pole of Inaccessibility | 1:59 |
| 2.                 | Dementus                    | 2:52 |
| 3.                 | The Promise                 | 3:42 |
| 4.                 | You Are Awaited             | 5:20 |
| 5.                 | The Bear                    | 2:13 |
| 6.                 | You're Scum                 | 4:16 |
| 7.                 | Wives' Quarters             | 4:00 |
| 8.                 | The Wig and The Seed        | 2:57 |
| 9.                 | The Stowaway                | 8:42 |
| 10.                | Fata Morgana                | 1:17 |
| 11.                | Gastown                     | 3:18 |
| 12.                | A Noble Cause               | 4:37 |
| 13.                | The Bullet Farm             | 6:55 |
| 14.                | Dementus Is Gaining         | 4:38 |
| 15.                | Dementus' Diatribe          | 4:21 |
| 16.                | At the Dawn of War          | 2:33 |
| 17.                | The Darkest of Gods         | 5:27 |
| 18.                | Epilogue                    | 1:28 |
| Totale duur: 70:35 |                             |      |